# Bratsk
Bratsk (Russisch: Братск) is een Oost-Siberische stad in de Russische oblast Irkoetsk in het centrale deel van het Angaragebergte aan de kust van het enorme Stuwmeer van Bratsk in de Angara op 490 kilometer ten noorden van Irkoetsk. De stad heeft een spoorwegstation en een luchthaven met een eigen luchtvaartmaatschappij: Aerobratsk.
De stad bestaat uit drie stadsdelen:
- Tsentralny (Центральный) met 158.700 inwoners
- Padoenski (Падунский) met 59.700 inwoners
- Pravoberezjny (Правобережный) met 39.500 inwoners.

## Geschiedenis
Bratsk werd gesticht door Russische Zemleprochodtsy (pioniers) in 1631 als een ostrog. Houten torens van deze ostrog zijn te bezichtigen in de Kolomenskoje in Moskou. De naam 'Bratsk' is een etnoniem afkomstig van het Boerjatische braty (in het Russisch: bratja; "gebroeders"). De plaats verloor geleidelijk haar militair belang en werd omgevormd tot een selo met de naam Bratsko-Ostrozjnoje (vaak gewoon Bratskoje genoemd), die later Bratsk werd genoemd. In 1951 werd de nederzetting verplaatst naar een nieuwe plek in samenhang met de bouw van de stuwdam voor de waterkrachtcentrale Bratskaja en kreeg de status van werknederzetting. In 1955 werden een aantal nabijgelegen nederzettingen bestuurlijk samengevoegd tot de stad Bratsk.

## Economie
Tot de belangrijkste industrieën van stad behoren een bosbouwbedrijf, de eerder genoemde waterkrachtcentrale, een aantal levensmiddelenfabrieken en een van de grootste aluminiumfabrieken van Rusland. Deze laatste aluminiumsmelter wordt verantwoordelijk gehouden voor de hoogste neerslag van kwik in de omgeving van heel Siberië. Om deze reden is de stad uitgeroepen tot ecologisch rampgebied. De bevolking rond de fabriek kampt met veel gezondheidsproblemen, die de regering in 2001 zelfs deden besluiten om de plaats Tsjekanovski bij de smelterij te evacueren.
In de omgeving van de stad bevindt zich een groot regiment van de Russische strijdkrachten, een gevangenenkolonie en verschillende gevangenissen.

## Demografie
| Ontwikkeling van het inwoneraantal |        |         |         |         |         |
| Jaar                               | 1959   | 1970    | 1979    | 1989    | 2002    |
| Bevolking                          | 43.000 | 155.000 | 213.700 | 255.700 | 259.300 |

## Geboren
- Vladimir Pasjkov (1961), politicus
- Vladimir Krasnov (1990), sprinter